# The old straight track
The old straight track is het tweede studioalbum van Jack the Lad. De band wendde zich met dit album naar een traditionelere vorm van folk dan op hun debuutalbum, toen zij zich nog los probeerden te maken van de invloeden van Lindisfarne. Die wending in muziek is terug te vinden in de hoeveelheid traditionals dat op het album te vinden is. Het leverde hun een benoeming tot Folk album of the year op van muziekblad Melody Maker. Een invloed op de koopcijfers had het nauwelijks; album en bijbehorende singles haalden nergens de hitparades. Het album werd onder leiding van muziekproducent Hugh Murphy opgenomen in de Island Studios, Morgan Studios en Olympic Studios met medewerking van technici John Burns, Dave Hutchings en Rhett Davies. Ter promotie van het album werd een televisieclip (de leden waren als acteurs te zien), de kosten daarvoor werd afgetrokken van de gangbare promotiegelden, zodat voor verdere promotie nauwelijks geld meer was. 
Rod Clements had Jack the Lad inmiddels verlaten maar schreef nog wel de single Home sweet home.

## Musici
- Bill Mitchell - zang, gitaar, banjo, mandoline
- Phil Murray - elektrische en akoestische gitaren, basgitaar, zang
- Ian 'Walter' Fairbarn - viool, gitaar, mandoline, fluitjes, zang
- Simon Cowe - gitaar, mandoline, harmonium, boezoeki, zang
- Ray Laidlaw - drumstel

## Muziek
| Nr. | Titel                                                     | Duur |
| --- | --------------------------------------------------------- | ---- |
| 1.  | Oakey strike convictions (Tommy Armstrong)                | 3:09 |
| 2.  | Jolly beggar (traditional)                                | 2:54 |
| 3.  | The third millenium (Cowe)                                | 1:57 |
| 4.  | Weary whaling ground (traditional)                        | 3:27 |
| 5.  | Fingal the giant (Cowe)                                   | 5:05 |
| 6.  | Kings favourite/The marquis of Tullybardine (traditional) | 2:36 |
| 7.  | Peggy (Overseas with a soldier) (traditional)             | 2:56 |
| 8.  | Buy broom buzzems (traditional)                           | 2:33 |
| 9.  | De Havilland’s mistake (Cowe)                             | 2:28 |
| 10. | The old straight track (traditional)                      | 2:55 |
| 11. | The wurm (Mitchell)                                       | 8:27 |
| 12. | Home sweet home (Rod Clements)                            | 3:59 |
| 13. | Big ocean liner (Dave Price)                              | 3:16 |

De laatste drie tracks stonden niet op het originele album maar werden meegeperst op de cd-versie uit 1992. Oakey strike evictions uit 1885 gaat over kompels die staken en daarop door de mijnexploitanten vervangen worden door (nog) goedkopere arbeidskrachten. In het lied zijn Hangman (mijnexploitanten) en Candymen (opkopers van eigendommen van mijnwerkers om ze sneller de huizen uit te krijgen) vertegenwoordigd. De mijnexploitanten hadden geen erbarmen; de mijnwerkers waren toch wel jong gestorven, was mede hun excuus voor grof optreden. Peggy (overseans with a soldier) handelt over een vrouw die getrouwd is met een rijke man, die haar alleen geld kan geven; ze vertrekt daarop met een soldaat, die niets heeft, maar haar wel de door haar verlangde liefde geeft. Buy broom buzzems leidde tot verwarring; menigeen dacht dat het over boezems ging, maar het gaat over bezems en andere apparatuur om een huis schoon te houden.